# Бразильско-кенийские отношения
Бразильско-кенийские отношения — двусторонние дипломатические отношения между Бразилией и Кенией. Государства являются членами Группы 77 и Организации Объединённых Наций.

## История
В 1963 году Бразилия установила дипломатические отношения с Кенией, вскоре после обретения ею независимости от Великобритании. В 1967 году Бразилия открыла посольство в Найроби. В 2005 году в Бразилиа состоялось первое заседание совместной комиссии Бразилии и Кении. В сентябре 2006 года Кения открыла постоянное посольство в Бразилии. Вторая совместная комиссия Бразилии и Кении состоялась в Найроби в октябре 2008 года.
В июле 2010 года президент Бразилии Луис Инасиу Лула да Силва совершил официальный визит в Кению, где встретился с президентом Мваи Кибаки. В июне 2012 года президент Кении Мваи Кибаки посетил Бразилию для участия в Конференции ООН по устойчивому развитию Рио+20 в Рио-де-Жанейро. Находясь в Бразилии, президент Мваи Кибаки встретился с президентом Дилмой Русеф.

## Двусторонние соглашения
Между государствами подписано несколько соглашений, таких как: Соглашение о техническом сотрудничестве на море (1972 год); Меморандум о взаимопонимании по политическим консультациям (2005 год); Соглашение об экспортном сотрудничестве (2005 год); Соглашение о создании совместной комиссии Бразилии и Кении (2005 год); Соглашение об освобождении от виз в дипломатических, служебных и служебных паспортах (2008 год); Соглашение о техническом сотрудничестве в борьбе с ВИЧ/СПИДом и малярией (2008 год); Соглашения в области энергетического сотрудничества (2010 год); Соглашение о сотрудничестве в сфере образования (2010 год); Соглашение об осуществлении оплачиваемой деятельности иждивенцами дипломатического персонала (2010 год); Соглашение о содействии торговле и инвестициям (2010 год); Соглашение о воздушном сообщении (2010 год); Соглашение о культурном сотрудничестве (2010 год); и Меморандум о взаимопонимании о сотрудничестве между дипломатическими академиями обеих стран (2010 год).

## Дипломатические представительства
- У Бразилии есть посольство в Найроби[2].
- Кения имеет посольство в Бразилиа[3].